# Arleston
Arleston – dzielnica miasta Telford, w Anglii, w Shropshire, w dystrykcie (unitary authority) Telford and Wrekin. Leży 17,2 km od miasta Shrewsbury i 210,7 km od Londynu. W 2011 roku dzielnica liczyła 3635 mieszkańców.